# 名鉄ワ100形貨車
名鉄ワ100形貨車（めいてつワ100がたかしゃ）とは、かつて名古屋鉄道で運用されていた木造貨車（有蓋車）である。

## 概要
- 元は1927年（昭和2年）から1928年（昭和3年）に日本車輌製造で製造された愛知電気鉄道の10 t 積木造有蓋車ワ100形（ワ100 - ワ111）である。12両が製造された。製造時より空気制動を設置しており、国鉄直通貨車として運用される。1935年（昭和10年）に名岐鉄道と愛知電気鉄道が合併し名古屋鉄道が発足すると、全車が名古屋鉄道に引き継がれる。1941年（昭和16年）にワ100形（ワ101 - ワ112）に改番し、同年に2両（ワ111・ワ112）が上毛電気鉄道へ譲渡している。
- 戦後は東部線、三河線で運用された。三河線で運用されていた1両（ワ101）は更新により車体を鋼体化している。
- 国鉄の貨物列車の速度がヨンサントオダイヤ改正により75 km/hに引き上げられるのに伴い、ワ100形はその条件に対応できなかったこともあり、1968年（昭和43年）に形式消滅となった。